# 佐洛圣勒林茨
佐洛圣勒林茨（匈牙利語：Zalaszentlőrinc）是匈牙利佐洛州所辖的一个村，总面积4.89平方公里，总人口308，人口密度63.0人/平方公里（2010年1月1日）。